# Neboklooster

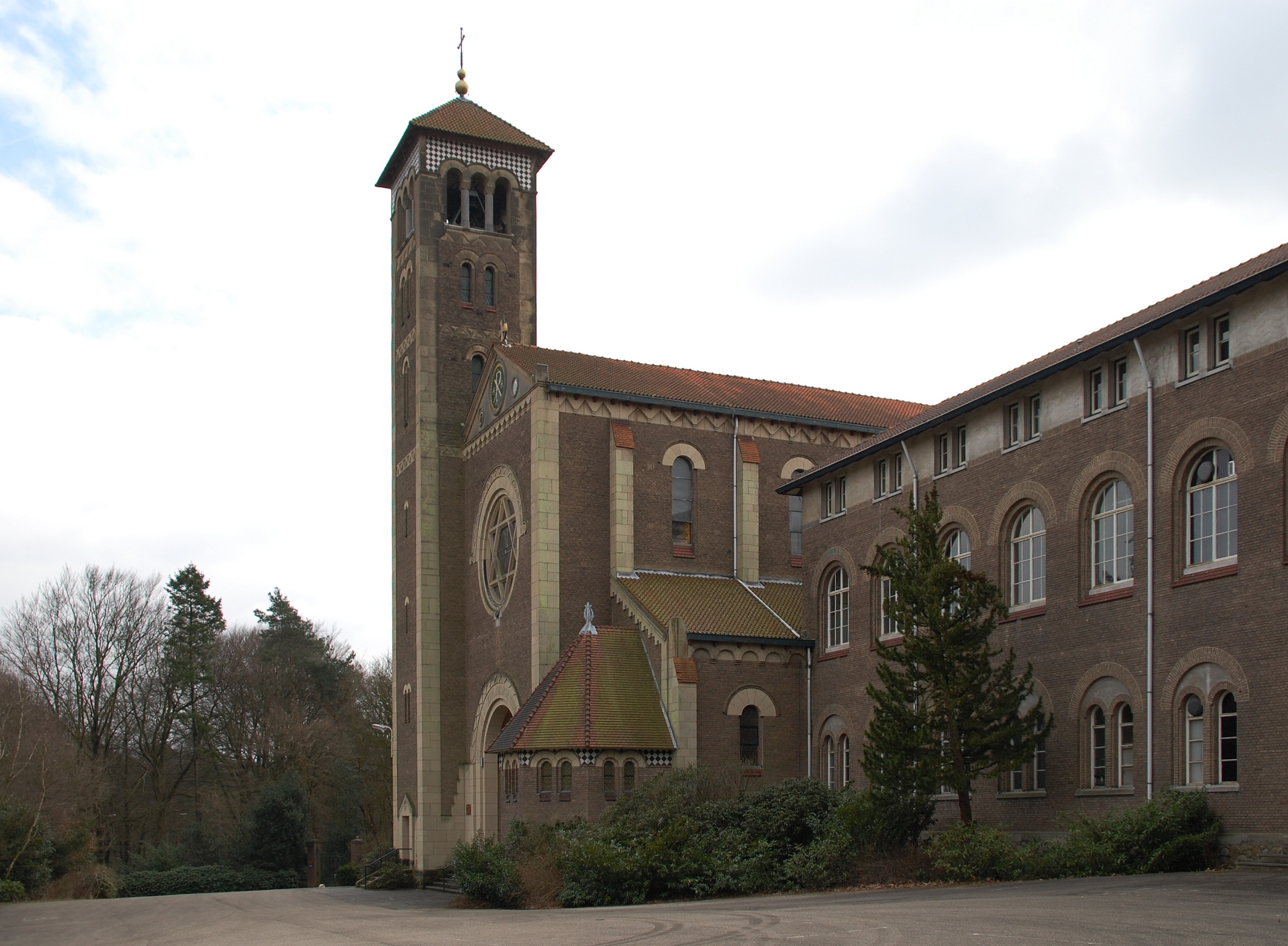
Neboklooster

Het Neboklooster is een voormalig klooster van de redemptoristen in Nijmegen. Het klooster ligt buiten de stad in het uiterste zuidoosten van de gemeente, op een hoogte aan de Sionsweg, dicht bij Heilig Landstichting en Dekkerswald.

## Geschiedenis
Het klooster werd gebouwd tussen 1926 en 1928, in opdracht van Mgr. Suys, die tegenover het devotiepark Heilig Land Stichting graag een klooster wilde. Officieel heette het klooster Collegium Sancti Alfonsi in monte "Nebo" Noviomagi; het gebouw keek uit op de Heilig Land Stichting zoals Mozes vanaf de Neboberg uitkeek op het Heilige Land.
In het klooster waren een kleinseminarie (in het noordelijke deel) en een studiehuis (het zuidelijke deel) gevestigd. In 1945 was er in de gebouwen een militair hospitaal ondergebracht. Later kwam er een scholengemeenschap. Een deel van het gebouw werd gebruikt door de opleiding Culturele en Maatschappelijke Vorming en de opleiding Sociaal Pedagogische Hulpverlening van de Hogeschool Arnhem Nijmegen. In 2008 verlieten de paters redemptoristen het gebouw. Het complex krijgt een andere bestemming.
Tegenwoordige ontwikkelingen en gebruiken
Het klooster heeft ook dienst gedaan als decor voor een aantal scenes voor het 11de seizoen van Flikken Maastricht de opnames vonden plaats in 2015-2016.

## Architectuur
Het klooster werd ontworpen door Jan Stuyt in neoromaanse stijl, geïnspireerd op Italiaanse bouwwerken. De kloosterkerk, die gewijd is aan Gerardus Majella, heeft een hoge campanile; het interieur werd met fresco's gedecoreerd door Piet Gerrits. Een aantal kunstwerken in de kerk, waaronder de kruisweg, zijn van de redemptorist Gerard Mathot. Het bakstenen kloostergebouw heeft gekoppelde rondboogvensters, rondbogen boven vensters en deuren en tegeltableaus.
In 2001 werd het gebouw aangewezen als Rijksmonument.